# Injun Trouble (film, 1938)
Injun Trouble est un cartoon réalisé par Bob Clampett et sorti en 1938, qui met en scène Porky Pig.